# جامعة كارولاينا الجنوبية الطبية كلية الطب
جامعة كارولاينا الجنوبية الطبية كلية الطب (بالإنجليزية: Medical University of South Carolina College of Medicine)‏ هي إحدى الكليات لتدريس الطب في الولايات المتحدة الأمريكية. تقع في مدينة تشارلستون في ولاية كارولاينا الجنوبية الأمريكية. نوع الشهادة الطبية التي يتم تحصيلها هناك هي دكتور في الطب.